# Piégés (téléfilm, 2018)
Pour plus de détails, voir Fiche technique et Distribution.
Piégés est un téléfilm franco-belge en deux parties, réalisé par Ludovic Colbeau-Justin et adaptée de la mini-série britannique The Reckoning (en) de Chris Lang, diffusé en 2018 en Belgique sur La Une et en France sur TF1.
Le téléfilm est une coproduction de Capa Drama-ITV Studios France, TF1, Be-Films et la RTBF (télévision belge),.

## Synopsis
Elsa Aubry est convoquée chez un notaire où ce dernier lui transmet une lettre d'un inconnu avec à l'intérieur une clé USB et une carte bancaire. Dans cette clé, cet inconnu annonce à Elsa qu’il va lui léguer un million d'euros mais en échange d'une faveur : tuer un individu.
Un peu plus tard, sa fille est hospitalisée et Elsa est confrontée à un dilemme : soit apporter l'argent à la police ou soit sauver sa fille avec cet argent.
Choisissant la deuxième option, Elsa décide de trouver cet individu pour le tuer. Mais au moment où elle le suit avec discrétion, elle découvre que cet individu exécute une jeune femme sous ces yeux et là elle pense en paniquant que c'est une chaîne de tuerie.

## Fiche technique
Sauf indication contraire, les informations mentionnées dans cette section peuvent être confirmées par la base de données cinématographiques Allociné,  présente dans la section « Liens externes ».
- Titre : Piégés
- Réalisation : Ludovic Colbeau-Justin[1]
- Scénario : Chris Lang, Julien Teisseire, Claire LeMaréchal et Simon Jablonka d'après The Reckoning (en) de Chris Lang
- Direction artistique :
- Décors : Hérald Najar
- Costumes : Florence Sadaune
- Photographie : Thomas Lerebourg
- Montage : Thierry Rouden Anne Saiac
- Casting : Joanne Delon
- Musique : Erwann Kermorvant, Éditions Une Musique
- Production : Arnaud Figaret, Sarah Aknine, François Florentiny
- Société(s) de production : Capa Drama-ITV Studios France, TF1, Be-Films et la RTBF (télévision belge)[1],[2]
- Société(s) de distribution : TF1 Distribution
- Pays :  France,  Belgique
- Langue originale : Français
- Format : TXTV
- Genre : Thriller
- Durée : 2 x 52 minutes[1]
- Premières diffusions :
  -  Belgique : 28 août 2018 sur La Une
  -  France : 3 septembre 2018 sur TF1
- Public :  Déconseillé aux moins de 10 ans

## Distribution
- Odile Vuillemin : Elsa Aubry
- Thierry Neuvic : Marc Aubry
- Audrey Hall : Zoé
- Sophie Verbeeck : Manon Flamand
- Bruno Paviot : Paul Gaillard
- Antoine Mathieu : Michel Lastère
- Philippe Magnan : Maître Dugard
- Giovanni Pucci : Arthur
- Farouk Bermouga : Antoine Brisset
- Gabriel Caballero : Bastien
- Julie-Anne Roth : Dr Plessis
- Félix Lefebvre : Xavier Gaillard
- Célia Pilastre : Charlotte
- Stéphane Rouabah : le collègue de Michel Lastère
- François-Régis Marchasson : Henri Flamand
- Mathilde Hennekinne : Gabrielle Brisset
- Carole Rochelle : Gardienne d'immeuble des Flamands
- Anne-Valérie Payet : l'infirmière Noémie
- Moos Bela : Kévin
- Pierre Porquet : le voisin des Gaillard
- Aurélie Conseil : Élodie Lastère
- Sara Ginac : l'infirmière de l'hôpital
- Jonathan Veyron : la doublure de Jonathan

## Production
Le téléfilm est l'adaptation de la mini-série britannique The Reckoning (en) écrite par Chris Lang et diffusée en 2011,. Piégés est le quatrième téléfilm de TF1 adapté d'un scénario de Chris Lang après Tu es mon fils en 2015, Entre deux mères en 2016 (déjà avec Odile Vuillemin) et Quand je serai grande je te tuerai en 2017.

## Tournage
Le téléfilm a été tourné en région parisienne, entre le 29 mars et le 27 avril 2018. De nombreuses scènes ont été tournées de nuit. Le tournage commençait de nuit jusqu'au lever du jour.

## Audiences
Selon Médiamétrie, le téléfilm a rassemblé 3,94 millions de téléspectateurs dont 17,8 % pour la première partie. La seconde partie a rassemblé 3,14 millions de téléspectateurs dont 17,1 % du public.

## Accueil critique
Moustique fait le pari qu'« avec le charme étrange d'Odile Vuillemin et ce scénario purement diabolique, il y a de bonnes chances pour que cette intrigue captive le public francophone ».
Le Parisien parle de « thriller psychologique haletant ».